# Panai Makmur
Panai Makmur is een bestuurslaag in het regentschap Ogan Komering Ulu van de provincie Zuid-Sumatra, Indonesië. Panai Makmur telt 702 inwoners (volkstelling 2010).